# 瑪雅·米雪兒
瑪雅·米雪兒（英語： Maia Mitchell；1993年8月18日—），為澳大利亞女演員與歌手，她最知名的作品包括澳洲的兒童電視影集 Mortified，以及澳洲青少年影集《Trapped》，在美國的作品中，她主演ABC Family 電視台的影集《如此一家人》，以及在迪士尼頻道原創電影《青春海灘電影版》中飾演McKenzie。

## 早期生活
米雪兒出生於澳洲新南威爾斯州利斯莫尔，她的父親愛力克斯是名計程車駕駛，而她的母親吉兒，在教育界工作。瑪雅有一個弟弟查理，米雪兒從小就開始學習吉他，也曾經在電影與影集中展示過這項才藝，瑪雅就讀過立斯摩爾的 Trinity Catholic College 小學。

## 職業生涯
米雪兒最早在學校的戲劇以及地方劇院中表演。12歲時受到星探發掘並且在澳洲的兒童節目《Mortified》 中飾演 Brittany Flune，Mortified 最終播映了兩季共26集，並從2006年6月30日開始到2007年4月11日。由於在 Mortified 的演出中的成功，她開始主演其他的澳洲影集包括《Trapped》以及其續集系列《Castaway》當中飾演 Nastasha Hamilton。她也出現在電視影集 K-9，一部由知名英國影集《超時空博士》當中的機器狗 K-9 而創作的衍生劇。
之後她受到美國迪士尼頻道發掘，並在迪士尼頻道原創影集《小潔的保姆日記》當中客串，以及在迪士尼頻道原創電影《青春海灘電影版》當中擔任主要角色。她之後在 ABC Family 電視台的戲劇影集《如此一家人》當中飾演主要角色Callie Jacob(后改名为Callie Quinn Adams Foster)。

## 影視作品
| 年分 | 名稱                            | 角色     | 備註                        |
| ---- | ------------------------------- | -------- | --------------------------- |
| 2013 | 青春海灘電影版/Teen Beach Movie | McKenzie | 電視電影 迪士尼頻道原創電影 |
| 2013 | 末日哲學家/After the Dark       | Beatrice |                             |
| 2015 | 青春海灘電影版2/Teen Beach 2    | McKenzie | 電視電影 迪士尼頻道原創電影 |

2019    純夏時光/The last summer   Phoebe Fisher   Netflix原創電影

## 外部連結
- 瑪雅·米雪兒在互联网电影资料库（IMDb）上的資料（英文）
- 瑪雅·米雪兒在豆瓣上的资料（简体中文）
- 瑪雅·米雪兒的X（前Twitter）
- 瑪雅·米雪兒的Instagram帳戶